# Cis americanus
Cis americanus är en skalbaggsart som beskrevs av Mannerheim 1852. I den svenska databasen Dyntaxa används istället namnet Cis castaneus. Cis americanus ingår i släktet Cis och familjen trädsvampborrare. Arten är reproducerande i Sverige. Inga underarter finns listade i Catalogue of Life.